# Lin Yang-kang

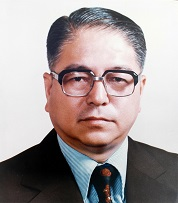
Lin Yang-kang

Lin Yang-kang (chinesisch 林洋港, Pinyin Lín Yánggǎng; * 10. Juni 1927 in Niitaka-gun, heutiges Yuchi (Nantou), damalige Präfektur Taichū, Taiwan, Japanisches Kaiserreich; † 13. April 2013 in Taichung) war ein Politiker der Kuomintang in der Republik China (Taiwan).

## Biographie

### Frühe Karriere

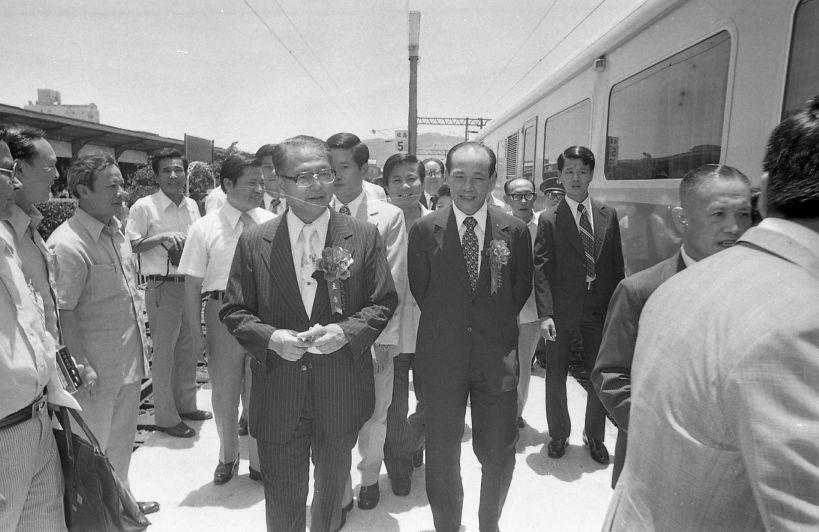
Lin (links) im Jahr 1979 mit Kaohsiungs Bürgermeister Wang Yu-yun

Lin Yang-kang wurde zur Zeit der japanischen Herrschaft über Taiwan in Yuchi, einem kleinen Dorf im heutigen Landkreis Nantou geboren. Er studierte an der Nationaluniversität Taiwan (NTU) und erwarb einen Bachelor-Grad in Naturwissenschaften. Von 1964 bis 1967 arbeitete er in der Verwaltung der Provinz Taiwan. Parallel dazu war er in der Kuomintang (KMT) politisch aktiv und von 1964 bis 1967 Vorsitzender des KMT-Parteikomitees im Landkreis Yunlin. Vom 1. Februar 1967 bis 16. Juni 1972 amtierte er als Landrat des Landkreises Nantou. Parallel dazu war er Kreisvorsitzender der KMT in Nantou. 1972 bis 1976 war er erneut in der Provinzialverwaltung in der Abteilung für Wiederaufbau tätig. Von 1972 bis 1976 amtierte er als Bürgermeister von Taipeh und war in dieser Zeit wesentlich für die Entscheidung zum Bau der Feicui-Talsperre verantwortlich, 1976 bis 1978 war er Mitglied des Zentralkomitees der Kuomintang und 1978 bis 1993 Mitglied des Ständigen Zentralausschusses der KMT.
Von 1978 bis 1981 hatte er das Amt des Gouverneurs der Provinz Taiwan inne, von 1981 bis 1984 war er Innenminister sowie von 1984 bis 1987 Vizepremierminister in den letzten Jahren der Präsidentschaft von Chiang Ching-kuo. Von 1987 bis 1994 amtierte er als Präsident des Justiz-Yuans.
Als das Ende der Präsidentschaft Chiang Ching-kuos aufgrund von dessen schwerer Krankheit abzusehen war, wurde Lin von einigen als dessen potentieller Nachfolger angesehen. Chiang wählte stattdessen jedoch Lee Teng-hui als seinen Vizepräsidenten, der Chiang dann prompt 1987 im Präsidentenamt nachfolgte.

### Präsidentenwahlen 1990 und 1996
Im Gegensatz zur großen Mehrheit der damaligen Kuomintang-Elite war Lin nicht auf dem chinesischen Festland geboren, sondern auf der Insel Taiwan. Trotzdem gehörte er nicht dem sogenannten mainstream-Flügel der Kuomintang an, der sich ab dem Beginn der 1990er Jahre unter der Führung von Lee innerhalb der Parteiorganisation der Kuomintang durchsetzte. Die Politik Lees, der langsam eine zunehmende Taiwanisierung mit Hinantstellung des Ziels der Wiedervereinigung mit dem chinesischen Festland vorantrieb, wurde von Lin und anderen Angehörigen des non-mainstream-Flügels der KMT mit Misstrauen gesehen.
Bei der Präsidentschaftswahl 1990 durch die Nationalversammlung (die damals noch durch die 1947 auf dem Festland gewählten Abgeordneten dominiert war) wollte der konservative Flügel der KMT Lin als Gegenkandidat zu Lee Teng-hui nominieren. Der Kandidat für die Vizepräsidentschaft sollte Chiang Wei-kuo, der Halbbruder Chiang Kai-sheks sein. Lee gewann jedoch die Wahl deutlich.
Im Vorfeld der Präsidentenwahl 1996, der ersten Direktwahl eines Präsidenten in Taiwan, ließ sich Lin durch die Xindang (die „Neue Partei“, die sich als konservative Abspaltung der Kuomintang 1993 gegründet hatte) als deren Kandidaten nominieren. Er wählte sich Hau Pei-tsun als Kandidaten für das Vizepräsidentenamt. Da beide, Lin und Hau, gegen die Parteidisziplin verstoßen hatten (offizieller Kandidat der KMT war Lee Teng-hui) wurden sie am 13. Dezember 1995 aus der KMT ausgeschlossen. Das Duo Lin-Hau betrieb danach seine Kandidatur mit Unterstützung der Xindang weiter und erhielt bei der Wahl 1996 knapp 15 % der Stimmen.
Seit 1996 bekleidete Lin kein wichtiges politisches Amt mehr. Im Jahr 2005 kehrte er (ebenso wie Hau) wieder in die Kuomintang zurück.
Lin starb 2013 im Alter von 87 Jahren an einem Multiorganversagen in seinem Haus in Taichung.